# Kaufmannshaus Lobedan

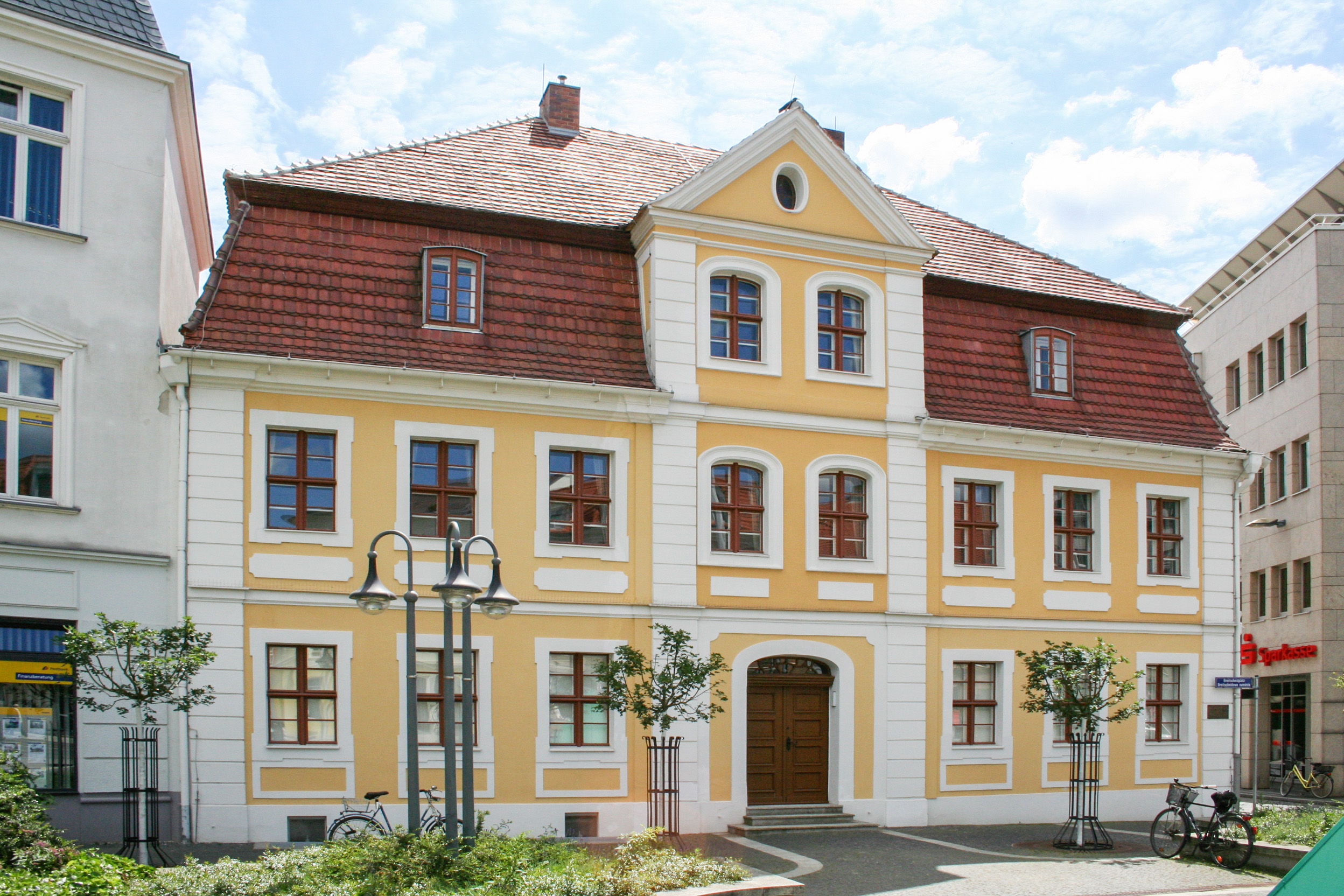
Kaufmannshaus Lobedan (2010)

Das Kaufmannshaus Lobedan ist ein unter Denkmalschutz stehendes Wohn- und Geschäftshaus in der Stadt Cottbus in Brandenburg. Es befindet sich mit der Anschrift „Breitscheidplatz 2“ unmittelbar südlich des Cottbuser Stadtzentrums in der Nähe der Karl-Liebknecht-Straße, unweit des Spremberger Turms und des Einkaufszentrums Blechen Carré.

## Architektur und Geschichte
Zwischen 1780 und 1785 ließ der wohlhabende Tuchwarenhändler Samuel Friedrich Lobedan südlich des Cottbuser Stadttores ein Wohnhaus errichten. Hinter dem Wohngebäude befand sich ein von Nebenbauten umgebener Hof und ein Garten. Ab 1793 betrieb Conrad Lobedan in dem Haus den Gasthof „Zum Rehchen“, der später von anderen Eigentümern weitergeführt wurde. Im Jahr 1810 wurde der Dachbereich des Lobedanhauses ausgebaut. Zwischen 1989 und 1992 wurde das Gebäude umfassend saniert, dabei wurde der östliche Gebäudetrakt im Hof abgerissen. Ab 2000 erfolgte der Umbau zum Geschäftshaus. Heute dient es unter anderem als Museum der Sparkasse Spree-Neiße.
Das Lobedanhaus ist ein zweigeschossiger Bau aus massivem Ziegelmauerwerk, das später verputzt wurde. Es hat acht zu drei Achsen unter Mansardwalmdach und ist teilweise unterkellert. An der zum Breitscheidplatz gerichteten Gebäudefront ist die Mittelachse als flacher Risalit ausgeführt und wird durch ein Zwerchhaus mit Dreiecksgiebel abgeschlossen. Die Fenster und das Eingangsportal im Mittelrisalit sind korbbogig. Die Gebäudeecken sind abgerundet und mit Putzbändern gefasst. Unter den Erdgeschossfenstern befinden sich rechteckige Blenden. Das Dachwerk ist im Mansardenbereich als liegender und im Spitzbogen als doppelt stehender Dachstuhl ausgeführt und teilweise noch im Originalzustand des 18. Jahrhunderts erhalten.